# Демьянчик, Юрий Иванович
Юри́й Ива́нович Демья́нчик (1896 — после 1974) — галицко-русский филолог.
Родился в селе Скопов Перемышльского уезда (Австро-Венгрия, ныне Польша) в семье униатского священника. Окончил гимназию в Перемышле. В 1914 году с объявлением Австро-Венгрией войны Российской империи за участие в русском движении Юрий Демьянчик был арестован и отправлен в крепость Терезин, а затем в концлагерь Талергоф. Через год его отправили на русско-австрийский фронт, где он был взят в плен. В России Юрий Демьянчик поступил на филологический факультет университета в Ростове-на-Дону. Окончил высшее образование в Праге со степенью доктора славянской филологии. Возвратившись в Галицию, занял место преподавателя в гимназии в городе Сокаль. В советский период работал преподавателем в Педагогическом институте; в 1960 ушёл на пенсию.

## Работы
- Мысли Ю. И. Венелина о споре южан с северянами. 1927.
- Гоголь как знамя единства русской культуры. 1931.
- Русская стихия в произведениях украинских писателей. 1934.
- Профессор В. А. Францев. 1934.

Юрий Демьянчик также оставил рукопись «Кровавое злодеяние» о событиях в Закерзонье в 1945 году, об уничтожении поляками его родных, остававшихся на территории, отошедшей к Польше. 6 марта 1945 года под влиянием католического ксендза группа поляков убила его отца-священника, трёх сестёр, зятя (также униатского священника) и домработницу.